# 153 Гільда
153 Гільда (153 Hilda) — астероїд зовнішнього головного поясу, відкритий 2 листопада 1875 року. Названий на честь дочки австрійського астронома Теодора фон Оппольцера. Належить до групи Гільди і є її епонімом.